# 卢卡·富西
卢卡·富西（義大利語：Luca Fusi，1963年6月7日—），意大利男子足球运动员，司职后卫、中场。他曾代表意大利国家队参加1988年欧洲足球锦标赛，结果止步半决赛。